# Littorelletea uniflorae
Ten artykuł należy dopracować:

przedstawiono sytuację tylko z polskiej perspektywy – artykuł powinien być przekrojowy.
Pomóż go poprawić. Na stronie dyskusji mogą znajdywać się pomocne komentarze.
Littorelletea uniflorae — syntakson słodkowodnych makrofitów w randze klasy zbiorowisk roślinnych zajmujących wody o niskiej twardości i często o zmiennym poziomie lustra — łącznie z okresowym wysychaniem. Budujące je rośliny zwykle są niedużymi bylinami. Siedliska zajmowane przez te zbiorowiska zwykle są niezbyt żyzne (oligotroficzne lub mezotroficzne). Zbiorowiska tej klasy mają charakter atlantycki lub oceaniczno-borealny, więc w Polsce częstsze są w północno-zachodniej części kraju. Są stosunkowo rzadkie i podatne na degradację.
Charakterystyczna kombinacja gatunków
ChCl. : sit drobny (Juncus bulbosus), brzeżyca jednokwiatowa (Littorella uniflora), elisma wodna (Luronium natans), wywłócznik skrętoległy (Myriophyllum alterniflorum), rdestnica podługowata (Potamogeton polygonifolius), jaskier leżący (Ranunculus reptans), jeżogłówka pokrewna (Sparganium angustifolium).
Podkategorie syntaksonomiczne
W obrębie klasy wyróżniane są następujące syntaksony występujące w Polsce:
- rząd Littorelletalia uniflorae Koch 1926
  - związek Isoëtion lacustris — zbiorowiska poryblinów w głębszych strefach jezior lobeliowych
  - związek Lobelion — zbiorowiska roślinności płytszych stref i brzegów jezior lobeliowych
  - związek Hydrocotylo-Baldelion — zbiorowiska roślinności stref zmiennowodnych
  - związek Eleocharition acicularis — zbiorowiska w których dominuje ponikło igłowate
  - zespół Luronietum natantis o niepewnej przynależności do związku

## Zagrożenia i ochrona
Zespoły tej klasy na potrzeby inwentaryzacji obszarów Natura 2000 są oznaczone jako siedlisko przyrodnicze nr 3130 (brzegi lub osuszane dna zbiorników wodnych ze zbiorowiskami
z Littorelletea, Isoëto–Nanojuncetea) oraz siedlisko przyrodnicze nr 3110 (jeziora lobeliowe).